# Organická sloučenina

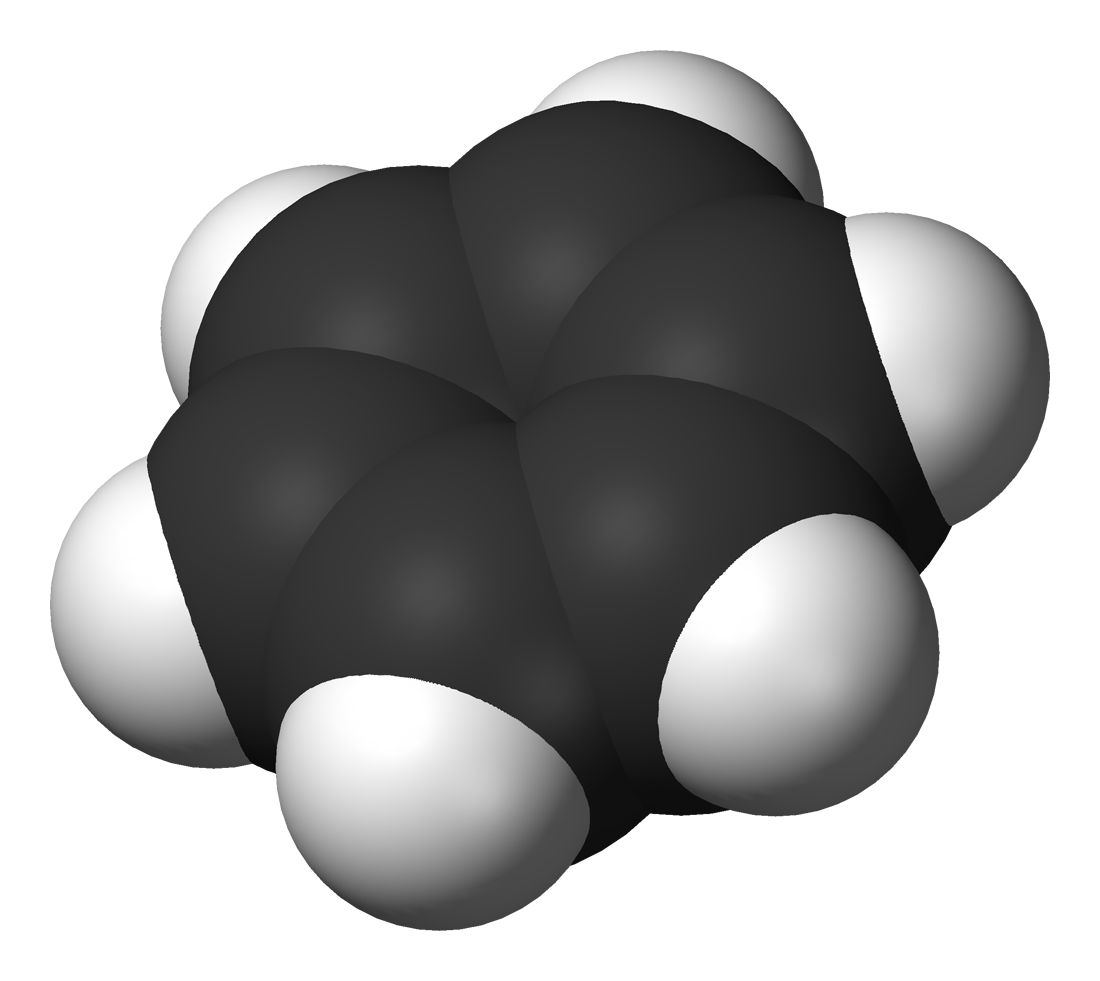
Benzen, nejjednodušší aromatická sloučenina (aren), patří do skupiny organických sloučenin

Organická sloučenina je chemicky čistá látka, jejíž  molekuly obsahují vždy jeden nebo více atomů uhlíku. Mohou obsahovat i atomy dalších prvků, především vodíku, kyslíku, dusíku, síry, fosforu a jiných. Výčet známých organických sloučenin a jejich vlastností je pravidelně registrován v Beilsteinově databázi. 
Mezi organické sloučeniny se nepočítají jednoduché oxidy uhlíku, tedy oxid uhelnatý a oxid uhličitý, kyselina uhličitá a její soli – uhličitany a hydrogenuhličitany, a sloučeniny uhlíku s kovy (karbidy) a nekovy (např. sirouhlík). Ty se tradičně považují za anorganické sloučeniny. Na rozhraní mezi anorganickými a organickými sloučeninami se nacházejí dichlorid kyseliny uhličité čili fosgen, kyanidy a diamid kyseliny uhličité čili močovina.
Název „organický“ je pozůstatek z původního vymezení oboru organické chemie jako chemie přírodních látek, neboť veškerý známý život je na sloučeninách uhlíku založen. Většina dnes známých organických sloučenin je však syntetických (třebaže připravených z jiných organických sloučenin). Výskyt organických sloučenin neznamená nutně biologický původ, vyjma Země se vyskytují v mezihvězdném prostoru, methan/ethanová jezera a organický smog se vyskytují na Saturnově měsíci Titanu, nebo byly detekovány taktéž v roce 2014 na povrchu Marsu americkým vozítkem Curiosity operující v kráteru Gale
nebo v roce 2017 na povrchu planetky ʻOumuamua.

## Kategorie organických sloučenin
Třídění v systému organických sloučenin vychází ze tří základních hledisek. 

### Organické sloučeniny podle struktury
Prvním hlediskem je struktura uhlíkového skeletu molekuly, kterým rozumíme sled mezi sebou přímo vázaných uhlíkových atomů. Ty mohou vytvářet buď otevřené řetězce, nerozvětvené nebo větvené, nebo řetězce uzavřené do jedné či více uzavřených smyček, které se nazývají cykly. Těchto cyklů může být v molekule sloučeniny několik. Podle tohoto hlediska rozdělujeme organické sloučeniny do dvou velkých tříd s dalšími podtřídami, vytvářenými podle počtu cyklů v molekule a to:
- sloučeniny necyklické (též acyklické)
- sloučeniny cyklické
  - sloučeniny monocyklické (s jedním cyklem)
  - sloučeniny bicyklické (se dvěma cykly)
  - sloučeniny tricyklické (se třemi cykly)
  - atd.
  - sloučeniny polycyklické (s mnoha cykly)

V řadě případů může být řetěz atomů v molekule sice uzavřen do cyklu, ale jeden nebo více atomů uhlíku v tomto cyklu je nahrazen jiným atomem (např. kyslíku, dusíku apod.). V takovém případě nazýváme tyto sloučeniny sloučeninami heterocyklickými (z řeckého „heteros“, cizí).
U cyklických sloučenin zvláštní skupinu vytvářejí sloučeniny, které mají šestičlenný cyklus, tvořený šesti atomy uhlíku, přičemž (formálně) se mezi těmito atomy střídají jednoduché a dvojné vazby (tzv. aromatický cyklus). Uspořádání elektronů ve vazbách je přitom zcela odlišné od jiných typů uhlíkatých cyklických sloučenin a proto se vyčleňují do speciální třídy sloučenin, nazývané sloučeniny aromatické; jejichž nejjednodušším zástupcem je uhlovodík benzen. Sloučeniny, které neobsahují žádný aromatický cyklus, včetně sloučenin necyklických, se nazývají alifatické sloučeniny

### Organické sloučeniny podle funkčních skupin
Druhým hlavním hlediskem je přítomnost určitých funkčních skupin v molekule, které příslušným sloučeninám dávají charakteristické chemické vlastnosti. Výčet nejběžnějších tříd organických sloučenin podle obsažených funkčních skupin v jejich molekulách je následující:
- uhlovodíky – kromě uhlíku obsahují jen vodík a žádné specifické funkční skupiny
  - nasycené uhlovodíky – neobsahují žádné násobné vazby
  - nenasycené uhlovodíky – obsahují násobné vazby
    - alkeny – obsahují dvojné vazby
    - alkyny – obsahují trojné vazby
    - kombinované nenasycené uhlovodíky – obsahují jak dvojné, tak trojné vazby

  - aromatické uhlovodíky – obsahují jeden nebo více aromatických cyklů
- halogenderiváty – obsahují místo jednoho nebo více atomů vodíku atom halogenu (F, Cl, Br, nebo I)
- hydroxylové deriváty – obsahují jednu nebo více hydroxylových skupin OH
  - alkoholy – hydroxyl je vázán na alifatickou část molekuly
  - fenoly – hydroxyl je vázán na aromatickou část molekuly
- sloučeniny s dvojně vázaným kyslíkem
  - aldehydy – s kyslíkem je na tentýž atom uhlíku vázán i atom vodíku
  - ketony – s kyslíkem není na tentýž atom uhlíku vázán žádný atom vodíku
  - karboxylové kyseliny – sloučeniny obsahující funkční skupinu -COOH
  - estery – sloučeniny obsahující funkční skupinu COO-
- sloučeniny obsahující dvojmocnou síru
  - thioly – sloučeniny s funkční skupinou -SH
  - thioaldehydy a thioketony – sloučeniny s funkční skupinou =S
  - thiokarboxylové kyseliny – sloučeniny s funkční skupinou -CSOH
- sloučeniny obsahující dusíkový atom
  - aminy – sloučeniny obsahující funkční skupinu -NH2, nebo -NH-, nebo -N<
  - nitrily – sloučeniny obsahující funkční skupinu -C≡N
  - amidy – sloučeniny obsahující funkční skupinu -CONH2, nebo -CONH-, nebo -CON<
- a j.

Shora uvedený výčet zahrnuje jen nejdůležitější a nejběžnější třídy organických sloučenin. Samozřejmě v jedné molekule se může vedle sebe nacházet více různých funkčních skupin; tím se shora uvedené schéma rozpadá na nespočet různých možných kombinaci. Tak např. sloučenina, patřící současně mezi karboxylové kyseliny a mezi aminy, spadá do kategorie aminokyselin.

### Organické sloučeniny podle chemické podobnosti
Třetím hlediskem je celková vzájemná chemická podobnost určitých skupin organických sloučenin, většinou souvisejících s jejich původem v přírodních materiálech nebo ve specifickém fyziologickém či jiném účinku na organismy. Typickými případy mohou být např. následující kategorie látek:
- terpeny
  - monoterpeny
  - seskviterpeny
  - diterpeny
  - triterpeny
- steroidy
- alkaloidy
- sacharidy
  - monosacharidy (cukry)
  - disacharidy
  - trisacharidy
  - oligosacharidy
  - polysacharidy
- peptidy
  - dipeptidy
  - tripeptidy
  - oligopeptidy
  - polypeptidy
- vitaminy
- antibiotika
- apod.

Ani zde není uvedený výčet úplný.

## Nomenklatura
V organické chemii se vedle sebe používají systematické názvy a triviální názvy sloučenin, případně jejich kombinace, kterou můžeme nazvat semisystematické názvy.

### Systematické názvy
Systematické názvosloví organických sloučenin je značně komplikované a vychází zejména z tzv. substitučního principu. Začátek tvorby názvu vždy počíná od základního skeletu tvořeného nepřerušenou řadou vzájemně vázaných atomů uhlíku od něhož odvodíme kořen názvu sloučeniny, kterým je název příslušného uhlovodíku. Ten modifikujeme pomocí přípon definujících nejprve násobné vazby v molekule dané látky, pak další přípony, ukazující na přítomnost funkčních skupin. Přítomnost některých jiných funkčních skupin v molekule vyjadřujeme pomocí předpon. Jak přípony, tak předpony popisující funkční skupiny mohou být doplněny latinskými číslovkami, udávajícími počet té které funkční skupiny v molekule. Přidáním arabských číslic pak určujeme, kde v molekule se která funkční skupina nachází. Kromě toho se používá dalších grafických symbolů (písmen latinské a řecké abecedy) k bližšímu určení prostorového uspořádání molekul dané sloučeniny.

### Triviální názvy
V běžném životě, v obchodní praxi a někdy i v organické chemii se pro obecně známé organické látky používá triviálních názvů, tj. názvů historických, které však neodrážejí ani složení, ani strukturu molekul. Velmi často se těmito názvy označují zejména látky přírodního původu, izolované z rostlin a živočichů, u kterých by jejich systematické názvy byly příliš složité. Také v případech, kdy jde o jednoduché látky, které však jsou běžně známé pod triviálním názvem, se tomuto názvu dává přednost před názvem systematickým (např. triviálně glycerin místo systematického propantriol).

### Semisystematické názvy
Tento druh názvů organických sloučenin, někdy zvaný též semitriviální názvy, je kombinací předchozích dvou. Používá se dvojím způsobem. 
V prvním případě se většinou pomocí přípony specifikuje, jakou charakteristickou funkční skupinu molekula obsahuje, tedy připojí se přípona, identifikující základní chemický charakter dané sloučeniny. Např. často se používá semitriviálního názvu glycerol místo plně triviálního glycerin, aby se zdůraznila přítomnost hydroxylových skupin v molekule, charakteristických pro alkoholy.
Ve druhém případě, používaném u derivátů (tedy odvozených sloučenin) výchozí sloučeniny (např. přírodní látky), použijeme triviálního názvu této původní sloučeniny a pomocí prostředků systematického názvosloví zaznamenáme změny v chemické struktuře molekuly, ke které v průběhu přípravy derivátu došlo.

## Typy atomu uhlíku
Podle počtu navázaných atomů uhlíku a vodíku na dalším atomu uhlíku je tento uhlík řadí mezi primární (3 navázané atomy H – CH3R), sekundární (2 atomy H – CH2R2), terciární (jeden atom H – CHR3) a kvartérní (žádný atom H – CR4). Tyto typy atomu C se v některých případech mohou lišit svojí reaktivitou (např. při radikálové substituci je nejvíce reaktivní terciární uhlík).

## Typy vazeb
| Vazba | Délka    | Energie |
| ----- | -------- | ------- |
| C-C   | 0,154 nm | 347 kJ  |
| C=C   | 0,134 nm | 613 kJ  |
| C≡C   | 0,120 nm | 807 kJ  |

Na vazby v organických sloučeninách se můžeme podívat ze dvou hledisek:
1. Násobnost – vazby mohou být jednoduché, dvojné nebo trojné.
2. Polarita – mezi atomy uhlíku a mezi atomem uhlíku a vodíku je vazba kovalentní nepolární, mezi atomem uhlíku a elektronegativního prvku jako je kyslík, dusík, halogen apod. vzniká kovalentní polární vazba, která většinou zvyšuje rozpustnost dané sloučeniny ve vodě.

Chemická vazba je charakterizována svojí
- délkou – s vyšší násobností se délka vazby zmenšuje
- energii potřebnou k rozštěpení vazby (disociační energie) – s rostoucí násobností stoupá